# Quercus pungens
Quercus pungens es una especie arbórea de la familia de las fagáceas. Está clasificada en la sección Quercus, que son los robles blancos de Europa, Asia y América del Norte. Tienen los estilos cortos; las bellotas maduran en 6 meses y tienen un sabor dulce y ligeramente amargo, el interior de la bellota tiene pelo. Las hojas carecen de una mayoría de cerdas en sus lóbulos, que suelen ser redondeados.

## Distribución
Quercus pungens es abundante en la meseta de Edwards y el Trans-Pecos región de Tejas. También ocurren en las Montañas de Guadalupe y hacia el oeste hasta las montañas del sureste de Arizona y el suroeste de Nuevo México, y en los estados de Chihuahua y Coahuila de México.

## Descripción
Quercus pungens puede ser un pequeño árbol de hasta cuarenta metros de altura o un arbusto grande que forma matorrales. La corteza es de color marrón claro y como de papel. Las ramitas son de color gris, con pelos aterciopelados cortos, convirtiéndose en suaves con la edad. Los brotes son de color rojo oscuro marrón, escasamente cubierto de pelos. Las hojas coriáceas son perennes, de color verde brillante al principio, pero volviéndose más oscuras con la edad. Es su textura áspera, causada por las bases de pelos persistentes diminutos, que da el árbol de su nombre de roble lija. La inflorescencia, que aparece en primavera, es de color rojizo, los amentos femeninos tienen de una a tres hermosas flores y los amentos masculinos numerosas flores. Las tazas de bellota son poco profundas y cubiertas con densos pelos grises. Las bellotas crecen solas o en parejas y son de color marrón claro, ampliamente ovoides con ápice redondeado.

## Hábitat
El hábitat preferido de estos robles es en la piedra caliza seca o laderas ígneas a una altitud de entre 800 y 2.000 metros sobre el nivel del mar, en el chaparral y matorral desértico de la sabana, por lo general en las comunidades de roble, enebro y pino piñonero. En las formaciones de chaparral en las Montañas de Guadalupe, es una de las especies dominantes y se encuentra creciendo junto con, Cercocarpus montanus, Ceanothus greggii. Otras plantas asociadas incluyen: Quercus mohriana, Juniperus monosperma, Opuntia imbricata, Opuntia phaeacantha, Ungnadia speciosa, Diospyros texana, Erioneuron pilosum Quercus fusiformis.

## Taxonomía
Quercus pungens fue descrita por Frederik Michael Liebmann y publicado en Oversigt over det kongelige danske videnskabernes selskabs forhandlinger og dets medlemmers arbeider. 1854: 171. 1854.
Etimología
Quercus: nombre genérico del latín que designaba igualmente al roble y a la encina.
pungens: epíteto latíno que significa "espinosa".
Sinonimia
- Quercus pungens var. pungens
- Quercus undulata var. pungens (Liebm.) Engelm.
- Quercus undulata var. wrightii Engelm.[6][7]